# James Genus
James Genus (Hampton, 20 gennaio 1966) è un bassista e contrabbassista statunitense, bassista attuale della Saturday Night Live Band.

## Biografia
Nato ad Hampton (Virginia), nel 1966, ha iniziato a suonare la chitarra all'età di 6 anni, passando al basso all'età di 13 anni.
Ha studiato alla Virginia Commonwealth University dal 1983 al 1987 ed ha suonato per un'estate al Busch Gardens Williamsburg. Trasferitosi a New York, ha iniziato a lavorare fin dall'inizio con molti musicisti jazz locali.
Ha suonato con importanti artisti tra cui Out of the Blue (1988-1989), Horace Silver (1989), Roy Haynes e Don Pullen (1989-1991), Nat Adderley (1990), Greg Osby e i New York Voices (1990-1991), Jon Faddis (1991), T.S. Monk (1991), Benny Golson (1991), Dave Kikoski (1991), Bob Berg (1991-1996), Geoff Keeze (1992), Lee Konitz (1992), Michael Brecker (1992-1996), Bob James (dal 1994), Michel Camilo (dal 1995), Elysian Fields (dal 1995), Branford Marsalis (1996), Chick Corea (1996), Dave Douglas (1996), Uri Caine (1997), Global Theory (1997) ed Herbie Hancock (2008).